# Lukáš Droppa
Lukáš Droppa (ur. 22 kwietnia 1989 w Uherské Hradiště) – czeski piłkarz występujący na pozycji pomocnika w klubie Gaz Metan Mediaș. Wychowanek Sparty Praga, w trakcie swojej kariery reprezentował także barwy Graffina Vlašim, Baníka Ostrawa, Śląska Wrocław, Pandurii Targu Jiu, Tomu Tomsk, Bandırmasporu, Slovana Bratysława i Szachtiora Karaganda. Reprezentant Czech.

## Statystyki kariery
(aktualne na dzień 22 lutego 2014)
| Klub                  | Sezon              | Liga               | Liga  | Liga   | Puchar kraju | Puchar kraju | Europa | Europa | Suma  | Suma   |
| Klub                  | Sezon              | Liga               | Mecze | Bramki | Mecze        | Bramki       | Mecze  | Bramki | Mecze | Bramki |
| --------------------- | ------------------ | ------------------ | ----- | ------ | ------------ | ------------ | ------ | ------ | ----- | ------ |
| Sparta Praga B        | 2008/09            | II liga            | 21    | 2      | –            | –            | –      | –      | 21    | 2      |
| Sparta Praga B        | 2009/10            | II liga            | 26    | 0      | –            | –            | –      | –      | 26    | 0      |
| Graffin Vlašim (wyp.) | 2010/11            | II liga            | 20    | 4      | 0            | 0            | –      | –      | 20    | 4      |
| Baník Ostrawa         | 2011/12            | I liga             | 24    | 2      | 3            | 1            | –      | –      | 27    | 3      |
| Baník Ostrawa         | 2012/13            | I liga             | 28    | 0      | 0            | 0            | –      | –      | 28    | 0      |
| Baník Ostrawa         | 2013/14            | I liga             | 15    | 0      | 1            | 0            | –      | –      | 16    | 0      |
| Śląsk Wrocław         | 2013/14            | Ekstraklasa        | 0     | 0      | 0            | 0            | –      | –      | 0     | 0      |
| Ogólnie w karierze    | Ogólnie w karierze | Ogólnie w karierze | 134   | 8      | 4            | 1            | 0      | 0      | 138   | 9      |